# Фурули, Рольф Йохан
Рольф Йохан Фурули (норв. Rolf Johan Furuli; род. 19 декабря 1942) — норвежский учёный-лингвист, гебраист, специалист по клинописным табличкам, преподаватель семитских языков в Университете Осло. Магистр искусств (1995).
Является автором ряда работ, посвящённых переводу Библии, статей по библеистике, теории перевода, хронологии древневосточных государств и библейских рукописей. Занимался переводом нехристианских религиозных текстов и считается экспертом в области древних языков. В 2005 году завершил докторскую диссертацию о новом понимании классического иврита (работа опубликована в частном порядке). Диссертация посвящена детальному анализу всех известных глаголов и глагольных форм древнееврейского языка (около 80 тыс.) и семантическим и прагматическим факторам в лингвистике.
Владеет аккадским, арабским, арамейским, латинским, сирийским, среднеегипетским и угаритским языками.

## «Хронология Осло»
В 1984 году Рольф Фурули начал исследование хронологии эпохи Нововавилонского царства династии Набополасара (626—539 гг. до н. э.). Основываясь на результатах своих исследований, Фурули предпринял попытку защитить точку зрения, которой придерживаются свидетели Иеговы (сам Фурули по вероисповеданию является свидетелем Иеговы) — о том, что Иерусалим был разрушен вавилонянами в 607, а не в 587 году до н. э.
Предложенная Р. Фурули пересмотренная хронология нововавилонского царства получила название «хронологии Осло» (англ. Oslo Chronology).
Хронологию Осло Рольфа Фурули раскритиковал частный исследователь Карл Олаф Йонссон.

## Религиозная принадлежность
Фурули был свидетелем Иеговы и 56 лет был старейшиной в этой организации, также занимал должности районного и областного надзирателя. В 2020 году Фурули опубликовал книгу My Beloved Religion—and the Governing Body (Моя любимая религия и руководящий совет), в которой он написал, что ключевые пункты учения организации и её понимание библейской хронологии являются корректными, однако в ней он бросил вызов полномочиям руководства свидетелей Иеговы. После её публикации 17 июня 2020 года он был исключён из собрания свидетелей Иеговы.

## Основные работы
- 1995 — Imperfect consecutive and the Verbal system of Biblical Hebrew (thesis, magister atrium, University of Oslo)
- 1997 — The Problem of Induction and the Hebrew verb in Elie Wardini (ed.) Built on solid Rock. ISBN 82-7099-283-6
- 1999 — The Role of Theology and Bias in Bible Translation with a special look at the New World Translation of Jehovah’s Witnesses ISBN 0-9659814-4-4
- 2000 — Modern models and the study of dead languagesMotskrift NTNU, Trondheim pp. 83–86 (in Norwegian)
- 2001 — The study of new religious movements with a stress on the mental health of Jehovah’s Witnesses (with Leon Groenewald and Johan Nerdrum) Tidsskrift for Norsk Psykologforening, 2, pp. 123–128. (In Norwegian)
- 2001 — Gilgamesh and Atrahasis two Babylonian Heroes (with Jens Braarvig and Tor Åge Bringsværd)
- 2002 — Science and Bible translation — «Christianizing» and «mythologizing» of the Hebrew text of the Bible ISBN 82-994633-1-9 (In Norwegian and Danish)
- 2002 — The NWT’s translation of the Hebrew verbal system with particular stress on waw consecutive (33 pages), in Tony Byatt and Hal Fleming’s (eds) Your Word is Truth—The Fiftieth Anniversary of the New World Translation ISBN 0-9506212-6-9
- 2003 — Assyrian, Babylonian, Egyptian, and Persian Chronology Compared with the Chronology of the Bible, Volume 1: Persian Chronology and the Length of the Babylonian Exile of the Jews ISBN 82-994633-3-5[8]
- 2003 — The book of Enoch — translated from Ge’ez to Norwegian. ISBN 82-525-5177-7
- 2004 — The Dead Sea Scrolls(translated some documents from Hebrew and Aramaic) ISBN 82-525-5199-8
- 2005 — The verbal System of Classical Hebrew An Attempt to Distinguish Between Semantic and Pragmatic Factors in L. Ezard and J. Retsø (eds.) Current Issues in the Analysis of Semitic Grammar and Lexicon I pp. 205–31. ISBN 3-447-05268-6
- 2006 — A New Understanding of the Verbal System of Classical Hebrew — An attempt to distinguish between pragmatic and semantic factors ISBN 82-994633-4-3
- 2006 — Sumerian Writings (translated some documents from Sumerian into Norwegian) ISBN 82-525-6213-2
- 2006 — Assyrian, Babylonian, Egyptian, and Persian Chronology Compared with the Chronology of the Bible, Volume 2: Assyrian, Babylonian and Egyptian Chronology ISBN 978-82-994633-6-2
- 2007 — The Neo-Babylonian Chronology and the Cuneiform Tablet VAT 4956 in Forschung-Bibel-Artefakte. pp. XIV—XVIII ISBN 978-3-9811529-2-0
- 2007 — Assyrian, Babylonian, Egyptian, and Persian Chronology Compared with the Chronology of the Bible, Volume 2: Assyrian, Babylonian and Egyptian Chronology ISBN 978-82-994633-6-2
- 2008 — Assyrian, Babylonian, Egyptian, and Persian Chronology Compared with the Chronology of the Bible, Volume 1: Persian Chronology and the Length of the Babylonian Exile of the Jews, revised edition ISBN 82-994633-5-1
- 2008 — Kebra Nagast (translated from Ge´ez into Norwegian) ISBN 978-82-525-6704-5
- 2008 — Baal the King of the Gods in Ugarit (translated some documents from Ugaritic, Phoenician, and Hebrew into Norwegian) ISBN 978-82-525-6590-4
- 2009 — How do Jehovahs Witnesses think? A Witness describes the faith in H.K. Ringnes and H.K. Sødal, eds Jehovahs Witnesses An interdisciplinary Study (In Norwegian) ISBN 978-82-15-01453-1
- 2011 — The Role of Theology and Bias in Bible Translation With a Special Look at the New World Translation of Jehovah’s Witnesses, Second edition ISBN 978-82-92978-02-3 (русский перевод — «Как богословие и предвзятость влияют на перевод Библии», 2011)
- 2012 — Assyrian, Babylonian, Egyptian, and Persian Chronology Compared with the Chronology of the Bible, Volume 1: Persian Chronology and the Length of the Babylonian Exile of the Jews, Second edition ISBN 978-82-92978-03-0
- 2012 — Assyrian, Babylonian, Egyptian, and Persian Chronology Compared with the Chronology of the Bible, Volume 2: Assyrian, Babylonian and Egyptian Chronology, Second edition ISBN 978-82-92978-04-7